# 尾張弓張
尾張 弓張（おわり の ゆみはり、生没年不詳）は、奈良時代から平安時代初期にかけての官人。氏姓は小塞連のち小塞宿禰、尾張宿禰。小塞近之里の孫。官位は外従五位下・主油正。

## 経歴
本貫は左京。光仁朝の宝亀8年（777年）弓張ら5人が小塞連姓から小塞宿禰姓に改姓する。宝亀11年（780年）外従五位下に叙せられた。
天応元年（781年）桓武天皇の即位後に内掃部正に任ぜられる。延暦元年（782年）以下を言上し、小塞宿禰から尾張宿禰に改姓した。
弓張の二世の先祖である近之里は庚寅の年（持統天皇4年〔690年〕）以降、居住地（尾張国中島郡小塞か）の地名に因んで小塞姓を称したが、どうか庚午年籍（天智天皇9年〔670年〕）に従って小塞姓を改めて尾張姓を賜りたい。
延暦2年（783年）伊賀守として地方官に転じるが、桓武朝半ばは内兵庫正・主油正と京官を歴任した。内兵庫正在任中の延暦15年（796年）には佐比川橋の築造を行っている。
愛知県一宮市浅井町の小塞神社にある前方後円墳は弓張の墳墓と伝えられている。

## 官歴
『六国史』による。
- 時期不詳：正六位上
- 宝亀8年（777年） 7月2日：小塞連から小塞宿禰に改姓
- 宝亀11年（780年） 正月7日：外従五位下
- 天応元年（781年） 6月7日：内掃部正
- 延暦元年（782年） 12月2日：小塞宿禰から尾張宿禰に改姓
- 延暦2年（783年） 2月25日：伊賀守
- 延暦15年（796年） 8月10日：見内兵庫正。10月27日：主油正